# Dirk IV (graaf)
Dirk IV (10?? - Dordrecht, 13 januari 1049) was een Friese graaf (comes Fresonum). In 1039 volgde hij zijn vader Dirk III op als graaf van West-Frisia, over het gebied dat later bekend zou komen te staan als het graafschap Holland. Hij sneuvelde nabij Dordrecht op 13 januari 1049.

## Biografie
Dirk IV was de oudste zoon van Dirk III en Othilde van de Noordmark en volgde hem op na diens dood in 1049. Dirk zette de politiek van machtsuitbreiding van zijn vader voort, met name door het grondgebied van het graafschap verder naar het oosten uit te breiden. Hij eigende zich het gebied ten zuidoosten van Alphen, tussen Zwammerdam en Bodegraven, toe. Daarmee  schond Dirk de belangen van Bernold, de Utrechtse bisschop en de machtige Zuid-Nederlandse kloosters en bisschoppen.
Met deze gebiedsuitbreidingen kwam Dirk in conflict met de keizer die de rijksbisschoppen steunde. Keizer Hendrik III trok persoonlijk tegen de Friese graaf ten strijde en in 1046 dwong hij Dirk IV afstand te doen van het door hem veroverde gebied.
Kort nadat de keizer de regio had verlaten, begon Dirk de bisdommen Utrecht en Luik te plunderen. Bovendien sloot hij een verbond met Godfried met de Baard, de hertog van Opper-Lotharingen en de graven van Vlaanderen en Henegouwen. Hierop volgde in 1047 een tweede strafexpeditie waarbij de keizer de plaats Vlaardingen en de grafelijke burcht te Rijnsburg veroverde. De burcht werd daarbij geheel verwoest. Tijdens de terugtocht leed de keizer echter grote verliezen waardoor Dirks bondgenoten nu ook openlijk tegen de keizer in opstand kwamen. In 1049 werd Dirk IV door de bisschoppen van Metz, Luik en Utrecht in de val gelokt en gedood. Dirk was nog jong, ongehuwd en kinderloos. Hij werd opgevolgd door zijn broer Floris I.

## Voorouders
| Voorouders van Dirk IV van West-Frisia | Voorouders van Dirk IV van West-Frisia                                 | Voorouders van Dirk IV van West-Frisia                                 | Voorouders van Dirk IV van West-Frisia                                   | Voorouders van Dirk IV van West-Frisia                                   | Voorouders van Dirk IV van West-Frisia          | Voorouders van Dirk IV van West-Frisia          | Voorouders van Dirk IV van West-Frisia          | Voorouders van Dirk IV van West-Frisia          |
| -------------------------------------- | ---------------------------------------------------------------------- | ---------------------------------------------------------------------- | ------------------------------------------------------------------------ | ------------------------------------------------------------------------ | ----------------------------------------------- | ----------------------------------------------- | ----------------------------------------------- | ----------------------------------------------- |
| Overgrootouders                        | Dirk II (932 - 988) ∞ 948 Hildegard van Vlaanderen (936 - 990)         | Dirk II (932 - 988) ∞ 948 Hildegard van Vlaanderen (936 - 990)         | Siegfried van Luxemburg (922 - 998) ∞ 950 Hedwig van Nordgau (937 - 993) | Siegfried van Luxemburg (922 - 998) ∞ 950 Hedwig van Nordgau (937 - 993) | ? (-) ∞ ? (-)                                   | ? (-) ∞ ? (-)                                   | ? (-) ∞ ? (-)                                   | ? (-) ∞ ? (-)                                   |
| Grootouders                            | Arnulf van Gent (951 - 993) ∞ 980 Lutgardis van Luxemburg (960 - 1005) | Arnulf van Gent (951 - 993) ∞ 980 Lutgardis van Luxemburg (960 - 1005) | Arnulf van Gent (951 - 993) ∞ 980 Lutgardis van Luxemburg (960 - 1005)   | Arnulf van Gent (951 - 993) ∞ 980 Lutgardis van Luxemburg (960 - 1005)   | ? (-) ∞ ? (-)                                   | ? (-) ∞ ? (-)                                   | ? (-) ∞ ? (-)                                   | ? (-) ∞ ? (-)                                   |
| Ouders                                 | Dirk III (982 - 1039) ∞ Othelhilde (985 - 1044)                        | Dirk III (982 - 1039) ∞ Othelhilde (985 - 1044)                        | Dirk III (982 - 1039) ∞ Othelhilde (985 - 1044)                          | Dirk III (982 - 1039) ∞ Othelhilde (985 - 1044)                          | Dirk III (982 - 1039) ∞ Othelhilde (985 - 1044) | Dirk III (982 - 1039) ∞ Othelhilde (985 - 1044) | Dirk III (982 - 1039) ∞ Othelhilde (985 - 1044) | Dirk III (982 - 1039) ∞ Othelhilde (985 - 1044) |
| Dirk IV van West-Frisia (- 1049)       |                                                                        |                                                                        |                                                                          |                                                                          |                                                 |                                                 |                                                 |                                                 |

## Galerij

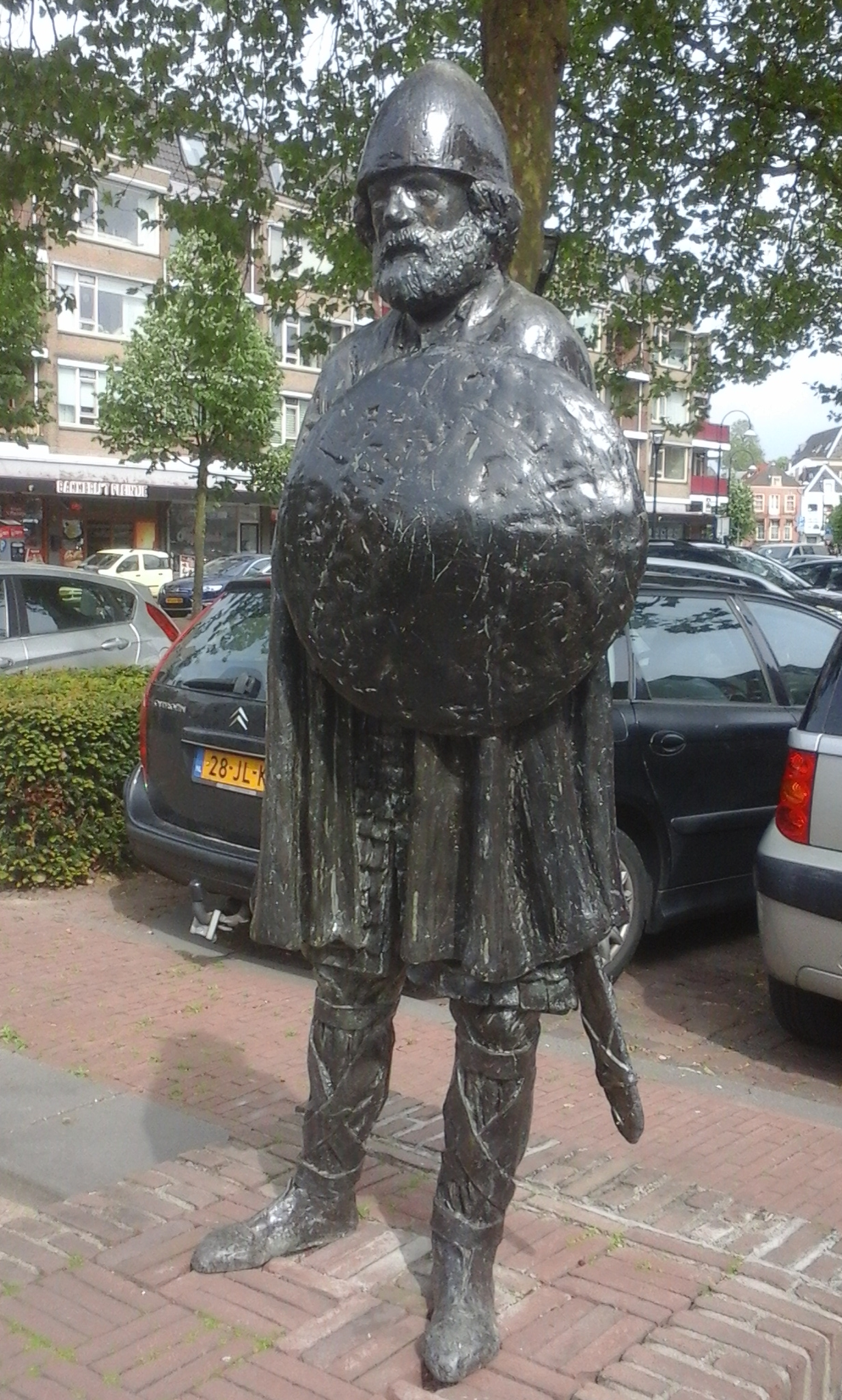
Standbeeld van Dirk IV (Jan Haas, 1979), Dordrecht
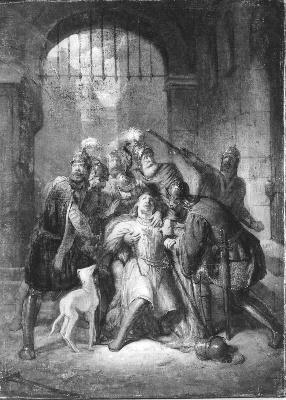
Dirk IV wordt te Dordrecht vermoord
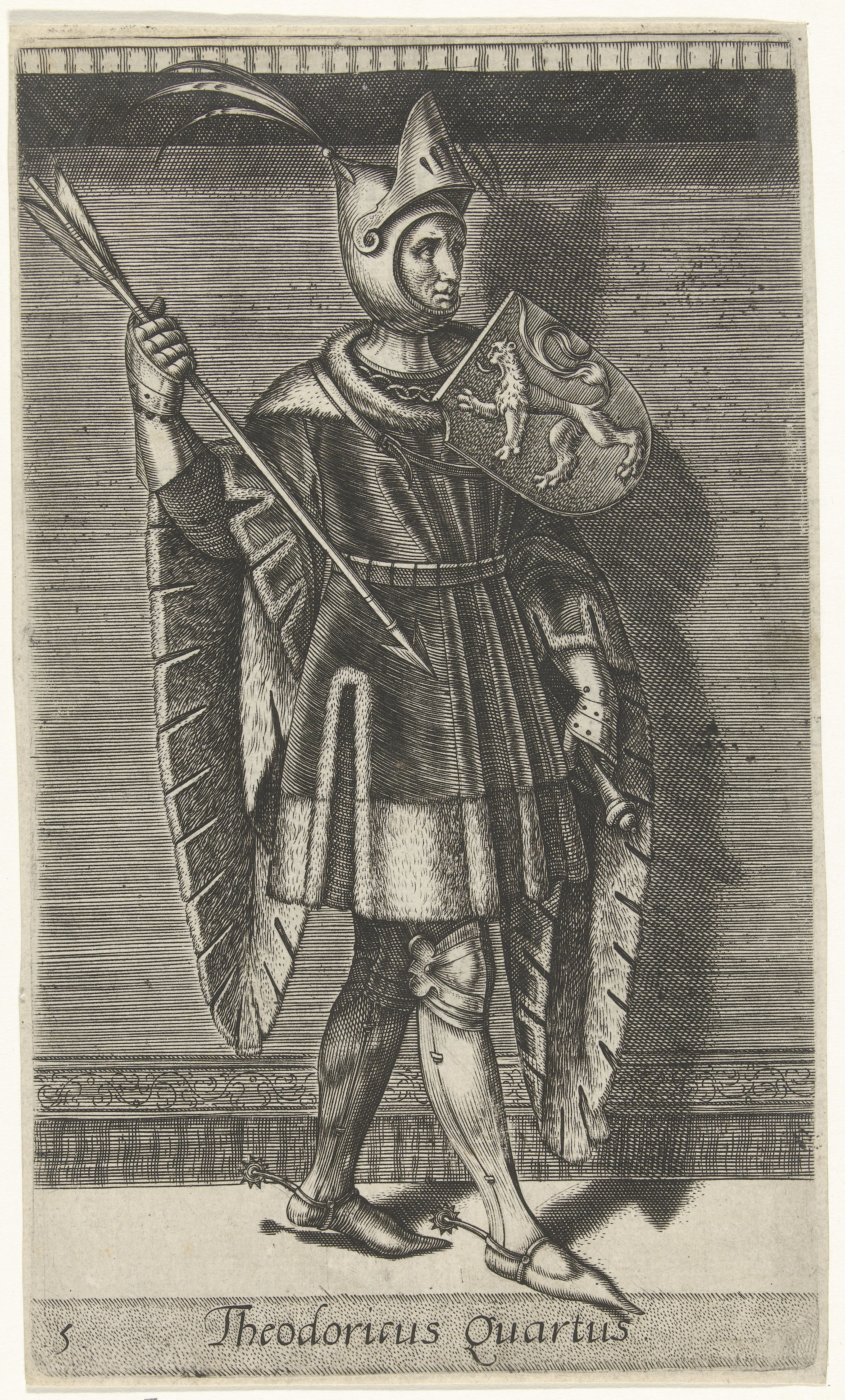
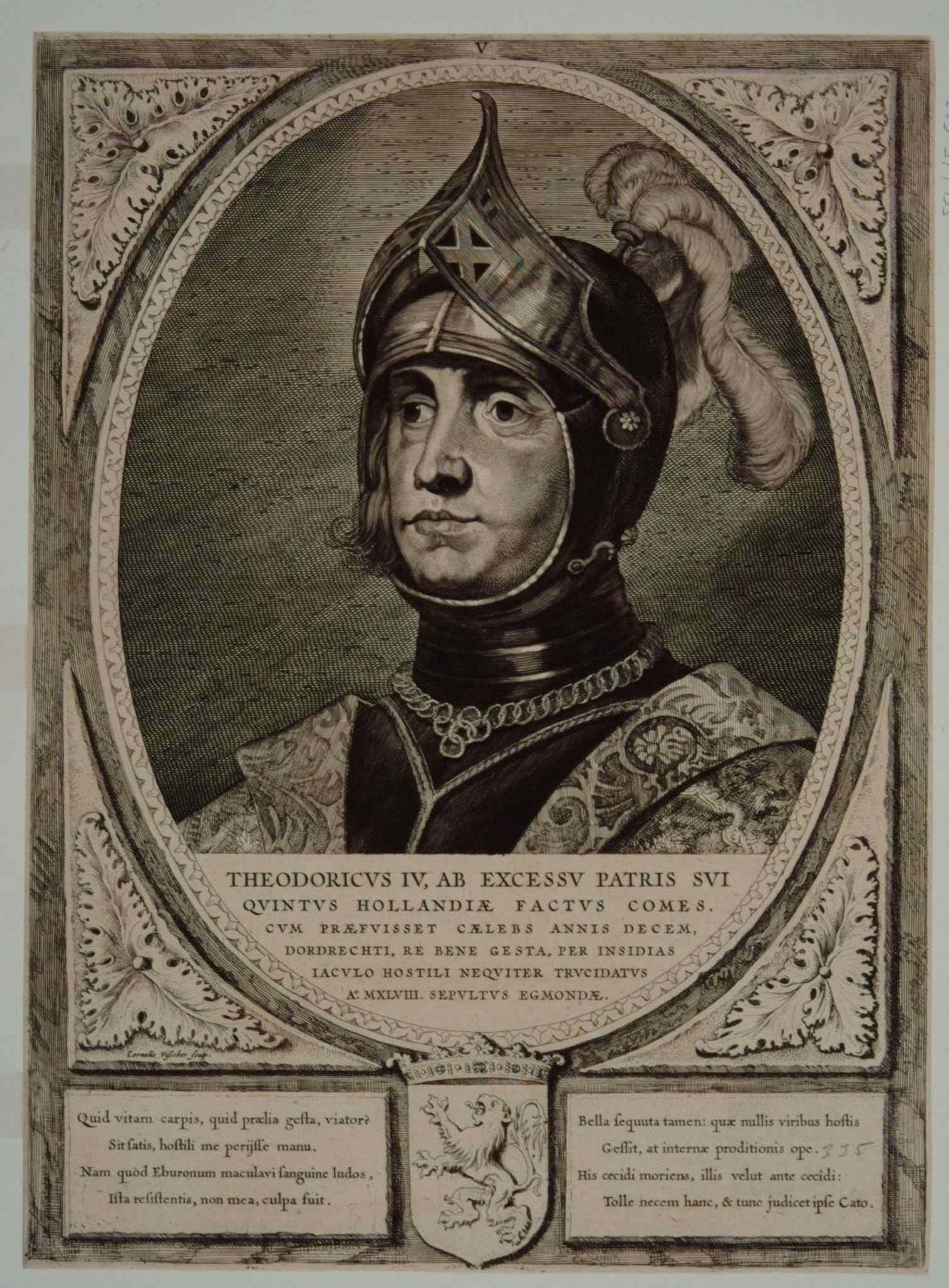